# Johannes Nedbal
Johannes Nedbal (* 11. Februar 1934; † 20. Mai 2002) war ein österreichischer römisch-katholischer Theologe, Apostolischer Protonotar und Domkurat. Er war von 1981 bis 1998 Rektor des Päpstlichen Instituts Collegio Teutonico di Santa Maria dell’Anima.

## Leben
Nedbal studierte zunächst im Wiener Priesterseminar, anschließend am Collegio Teutonico di Santa Maria dell’Anima (Anima) in Rom, wo er promoviert wurde. Er war zunächst Sekretär von Kardinal Franz König und von 1966 bis 1981 3. Expositus der Arsenalkirche Maria vom Siege in Wien.
1981 wurde Johannes Nedbal zum Rektor der Anima berufen; das Amt hatte er bis 1998 inne. Er hat die heutige Ausrichtung der Anima wesentlich beeinflusst. 1984 leitete er den Prozess der Rechtsstellung der Stiftung vor dem italienischen Staat ein, der erst kurz nach Beendigung der Amtszeit von Rektor Nedbal am 11. Juni 1999 durch Dekret des italienischen Innenministeriums seinen Abschluss fand.